# Escudo de Jalisco
El Escudo de Armas del Estado Libre y Soberano de Jalisco es el escudo de armas del estado mexicano de Jalisco. Este escudo fue tomado del Escudo de Guadalajara.

## Descripción
La descripción oficial del escudo es la siguiente, según el Decreto número 13.661 del Congreso del Estado de Jalisco:

"Un escudo, y dentro de él, dos leones de su color puestos en salto, arrimadas las patas a un pino de oro realzado de verde, en campo azul, orla de siete aspas coloradas y el campo de oro; por timbre un yelmo cerrado, y por divisa una bandera colorada con una cruz de Jerusalén de oro, puesta en una vara de lanza, con trasoles, dependencias y follaje de azul y oro".

## Significado
Este escudo simboliza la nobleza y señorío de la ciudad; virtudes que la Corona española reconoció en los trabajos y peligros que los vecinos de la ciudad habían pasado en la conquista y población de ella.
Lo anterior confirma la explicación que los historiadores y heraldistas dan sobre la utilización de los esmaltes (colores y metales) y figuras en los escudos de armas. Estos estudiosos afirman que dichos elementos confieren deberes a los habitantes de la ciudad a la que se otorga el privilegio de armas.